# Blanus
Blanus is een geslacht van wormhagedissen uit de familie Blanidae.

## Naam en indeling
De wetenschappelijke naam van de groep werd voor het eerst voorgesteld door Johann Georg Wagler in 1830. Er zijn zeven soorten, inclusief de pas in 2014 wetenschappelijk beschreven soort Blanus alexandri. Er zijn ook nog twee uitgestorven soorten bekend: Blanus gracilis en Blanus mendezi.
De wetenschappelijke geslachtsnaam Blanus is afgeleid van het Griekse woord βλάνος (blanos) en betekent vrij vertaald 'blind';

## Verspreiding en habitat
Alle soorten komen voor in delen van zuidelijk Europa (Iberisch Schiereiland), noordelijk Afrika en delen van het Arabisch Schiereiland. De hagedissen leven in de landen Griekenland, Irak, Libanon, Marokko, Portugal, Spanje, Syrië en Turkije.
De habitat bestaat uit scrubland, weilanden, bossen en graslanden.

## Beschermingsstatus
Door de internationale natuurbeschermingsorganisatie IUCN is aan vier soorten een beschermingsstatus toegewezen. Alle soorten worden gezien als 'veilig' (Least Concern of LC).

## Soorten
Het geslacht omvat de volgende soorten die onderstaand zijn weergegeven, met de auteur en het verspreidingsgebied.
| Naam                                 | Auteur                                        | Verspreidingsgebied               |
| ------------------------------------ | --------------------------------------------- | --------------------------------- |
| Blanus alexandri                     | Sindaco, Kornilios, Sacchi & Lymberakis, 2014 | Libanon, Turkije                  |
| Blanus aporus                        | Werner, 1898                                  | Syrië, Turkije                    |
| Moorse wormhagedis (Blanus cinereus) | Vandelli, 1797                                | Marokko, Portugal, Spanje         |
| Blanus mettetali                     | Bons, 1963                                    | Marokko                           |
| Blanus strauchi                      | Bedriaga, 1884                                | Turkije, Griekenland, Syrië, Irak |
| Blanus tingitanus                    | Busack, 1988                                  | Marokko                           |
| Blanus vandellii                     | Ceríaco & Bauer, 2018                         | Portugal, Spanje                  |